# 坊城俊周
坊城 俊周（ぼうじょう としかね、1927年（昭和2年）3月17日 - 2011年（平成23年）5月31日）は、日本の実業家。フジテレビジョン常務取締役、共同テレビジョン社長。宮中歌会始披講会会長。

## 来歴・人物
東京市で伯爵・坊城俊良の四男として生まれる。1947年、学習院高等科文科を卒業。1948年から宮内庁式部職嘱託となり、歌会始講師（こうじ）、宮中歌会始披講会会長を務めた。
1949年、文化放送に入社。1958年、フジテレビジョンに転じ、編成局長、取締役、常務を歴任し、1998年に退任した。また、1980年には共同テレビジョン社長に就任し、会長も務めた。
2011年5月31日、心不全で死去。84歳没。
1960年4月6日、フジの『スター千一夜』に島津貴子が出演した。これには当時芸能部、第二班長だった坊城の側面からの協力が大きかった。というのも、島津家と坊城家は戦前から親交があって、坊城の両親が、島津久永・貴子の結婚の仲人をしたからである。貴子が出演したこの日は、ちょうど新婚1ヶ月目に当たり、三木鶏郎がインタビューアーだった。視聴率は、41.5%であった。

## 親族
- 母 坊城朔子（入江為守長女）[1]
- 長男 坊城俊成（建築家）[1]
- 次男 坊城俊在（崇仁親王妃百合子・斂葬の儀の司祭長）
- 兄 坊城俊民（国文学者）[1]

## 著書
- 『アポロの月 : 歌集』坊城俊周、1987年1月。
- 『立春大吉 : 歌文集』坊城俊周、1996年2月。
- 『金婚 : 歌文集』坊城俊周、2005年10月。
- 坊城俊周著、三田芳美編『坊城家代代記』坊城俊周、2011年2月。